# Редд, Джон Скотт
Джон Скотт Редд (англ. John Scott Redd; род. 10 сентября 1944, Сидней, Фримонт, Айова, США) — вице-адмирал Военно-морских сил США, первый директор Национального контртеррористического центра (2005—2007). Редд также является радиолюбителем; он одержал победу в двенадцати чемпионатах мира и в девяти национальных чемпионатах.

## Военная карьера

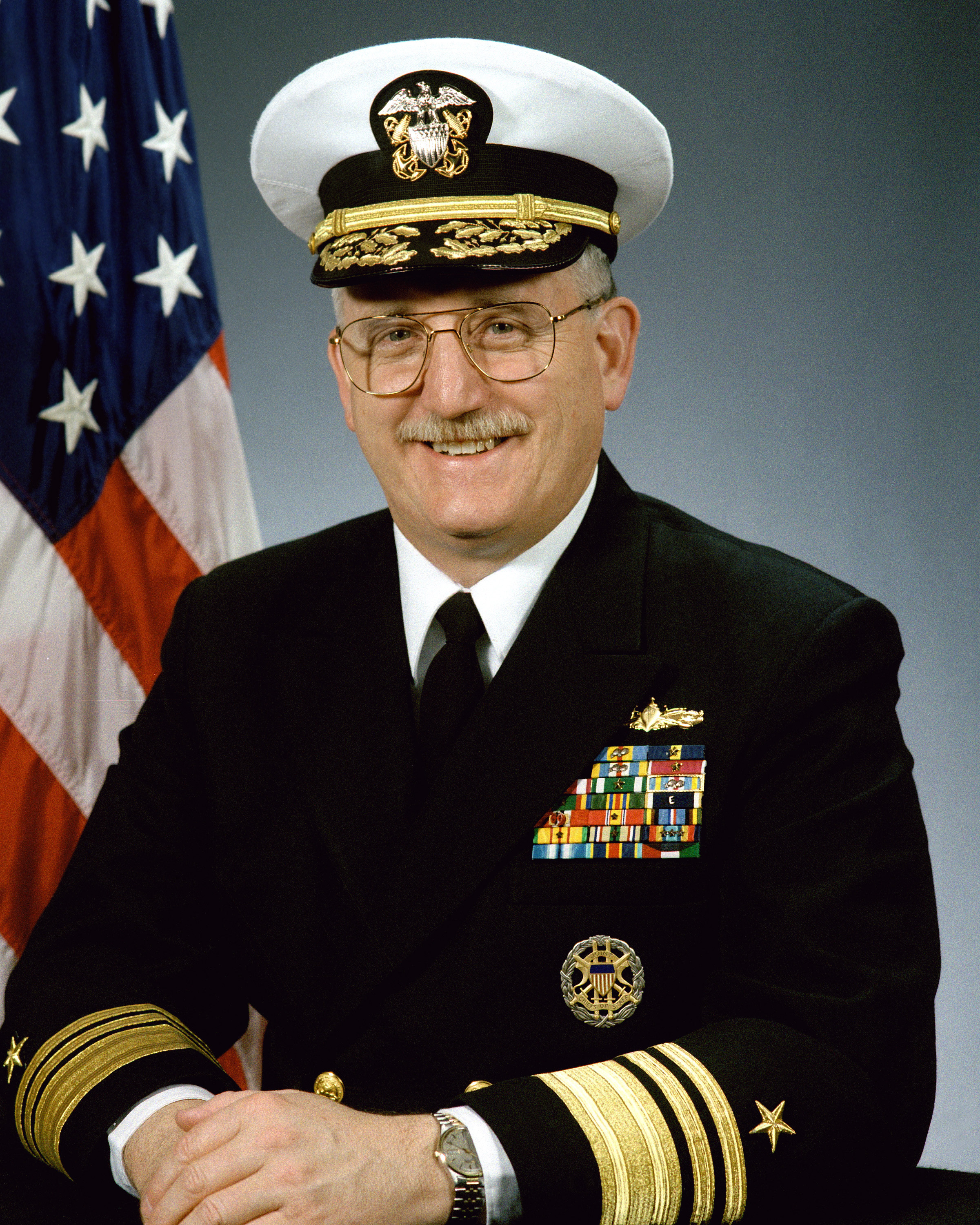
Редд в 1988 году

Редд родился в городе Сидней, штат Айова. В 1966 году окончил Военно-морскую академию США. Будучи стипендиатом Trident, он занял второе место в своем классе по специальности математика и физика. После окончания учёбы он учился по программе Фулбрайта в Уругвае и по программе Берка, получив степень магистра наук в области анализа операций в Военно-морской аспирантуре. Он также обучался по программе для руководителей высшего звена в Массачусетском технологическом институте (MIT).
За 36 лет действительной военной службы Ред командовал в море восемью боевыми единицами, включая корабль и авианосную ударную группу, а также занимал несколько руководящих должностей в Пентагоне. В 1995 году он стал первым после Второй мировой войны командующим Пятым флотом ВМС США (COMFIFTHFLT). Его последним назначением на действительной службе была должность директора по стратегическим планам и политике (DJ-5) в Объединенном штабе. Редд уволился с действительной военной службы в 1998 году.

## Послевоенная карьера
В 1999 году стал Chief Executive Officer NetSchools Corporation, высокотехнологичной компании в сфере образования со штаб-квартирой в Кремниевой долине и Атланте, штат Джорджия.
В начале 2004 года был назначен заместителем администратора и Chief operating officer (COO) Коалиционной временной администрации (CPA) в Багдаде, Ирак. Был одним из двух заместителей администратора, подчинявшихся Полу Бремеру, и руководил программами реконструкции инфраструктуры Ирака. Он также отвечал за политику, влияющую на программы безопасности Ирака, включая новую иракскую армию, иракский корпус гражданской обороны, иракский пограничный патруль и службы охраны объектов.
Затем служил в качестве исполнительного директора Комиссии по возможностям разведки Соединённых Штатов в отношении оружия массового уничтожения, также известной как WMD Intelligence Commission. Отчёт комиссии был принят в качестве плана президента США по реализации реформы разведывательного сообщества.
В 2005 году был назначен президентом США Джорджем Бушем-младшим, утвержден Сенатом, и приведен к присяге вице-президентом Ричардом Б. Чейни в качестве первого директора Национального контртеррористического центра (NCTC). В качестве директора NCTC отвечал за подготовку National Implementation Plan, первого военного плана правительства США для глобальной войны с терроризмом. План был утвержден президентом 26 июня 2006 года.
В письме разведывательному сообществу от 17 октября 2007 года объявил о своем намерении уйти с поста директора NCTC 10 ноября 2007 г. В качестве причин своей отставки он назвал проблемы со здоровьем и желание проводить больше времени с семьей. Впоследствии он перенес двойную операцию по замене коленного сустава.